# Computadora biológica
Las computadoras biológicas pronosticarán enfermedades como el cáncer, serán una herramienta nueva en la rama de la medicina para la salud del ser humano. Apenas se encuentran en proceso de investigación por parte de investigadores israelíes del Instituto Científico Weizman, los mismos que han desarrollado el prototipo de una "computadora biológica" o molecular capaz de diagnosticar la existencia de células cancerígenas e indicar su tratamiento curativo.